# Куп домаћих нација 1883.
Куп домаћих нација 1883. (службени назив: 1883 Home Nations Championship) је било 1. издање овог најелитнијег репрезентативног рагби такмичења Старог континента.
Куп су освојили Енглези.

## Такмичење
Велс - Енглеска 0-2
Шкотска - Велс 3-1
Енглеска - Ирска 1-0
Ирска - Шкотска 0-1
Шкотска - Енглеска 1-2

## Табела
|   | Селекција                     | ИГ | Д | Н | И | ПД | ПП | ПР | Б |  |
| - | ----------------------------- | -- | - | - | - | -- | -- | -- | - |  |
| 1 | Рагби репрезентација Енглеске | 3  | 3 | 0 | 0 | 3  | 0  | +3 | 6 |  |
| 2 | Рагби репрезентација Шкотске  | 3  | 2 | 0 | 1 | 4  | 1  | +3 | 4 |  |
| 3 | Рагби репрезентација Ирске    | 2  | 0 | 0 | 2 | 0  | 2  | -2 | 0 |  |
| 3 | Рагби репрезентација Велса    | 2  | 0 | 0 | 2 | 1  | 5  | -4 | 0 |  |

| Победник Купа домаћих нација 1883.                        |
| --------------------------------------------------------- |
| Репрезентација Енглеске 1. титула првака Европе у рагбију |